# Ranče
Ranče so naselje v Občini Rače - Fram.